# Шмундт, Рудольф
Рудо́льф Шмундт (нем. Rudolf Schmundt; 13 августа 1896, Мец — 1 октября 1944, Растенбург) — генерал пехоты вермахта, участник Первой и Второй мировых войн.

## Биография
Потомственный военный, Шмундт поступил на армейскую службу в августе 1914 года, по окончании гимназии, в подразделение, которым командовал его отец, и состоял на службе во время всей Первой мировой войны, достигнув чина лейтенанта. С 1921 года кадровый офицер рейхсвера.
29 января 1938 года назначен главным адъютантом Гитлера и до конца жизни находился в его ближайшем окружении. С октября 1942 по июнь 1944 года также возглавлял кадровое управление сухопутных войск. В 1938 году произведён в подполковники, в 1939 году в полковники. В 1942 году присвоено звание генерал-майора, в 1943 году — генерал-лейтенанта, в 1944 году — генерала пехоты.
В результате взрыва бомбы во время Растенбургского совещания в ставке Гитлера Шмундт получил тяжёлые ранения, от которых скончался через два с половиной месяца. Был посмертно награждён Германским орденом.
Подробные записи, которые Шмундт вёл в ходе секретных совещаний у Гитлера, после окончания Второй мировой войны были представлены на Нюрнбергском процессе в качестве доказательств обвинения.

## Упоминание в культуре
Упоминается в фильме «Семнадцать мгновений весны» как один из адъютантов Гитлера, что является анахронизмом, так как действие фильма проходит в феврале-марте 1945 года.